# Trelleborg–Travemünde
Mellan Trelleborg i Sverige och Travemünde i Tyskland går det en bilfärjelinje. Överfartstiden är sju–åtta timmar, och det går fyra turer per dag och riktning, färre vissa dagar. Linjen trafikeras av TT-Line. Ingen europaväg följer färjelinjen. Trafiken på den linje startade redan 1962.
Det behövs fyra fartyg. Varje fartyg gör en vända per dygn. De heter Peter Pan, Nils Holgersson, Nils Dacke och Robin Hood.

## Hamnar
Hamnen i Trelleborg vid Östersjön ligger nära stadens centrum. Det går lätt att komma ut på E6 och E22 norrut mot Malmö. Det finns kollektivtrafik från Skånetrafiken med buss och Pågatåg.
I Travemünde vid Östersjön ligger hamnen cirka 12 kilometer från motorvägen. Det går att åka kollektivt dit, med tåg eller buss från Lübeck (Deutsche Bahn).